# Gustaf Åmark
Gustaf Fredrik Åmark, född 18 december 1866 i Björklinge församling, Uppsala län, död 28 mars 1894 i Uppsala, var en svensk litograf.
Han var son till gästgivaren Conrad Leonard Åmark och Margareta Katharina (Karin) Söderberg. Efter avslutad skolgång vid Högre allmänna läroverket i Uppsala utbildade sig Åmark till litograf. Efter något års arbete som litograf i Uppsala anställdes han vid Centraltryckeriet i Stockholm där han var verksam innan han flyttade till Eskilstuna för att tillträda en tjänst som litograf vid J.O. Öberg & Son. 